# Axel Wikström
Pour les articles homonymes, voir Wikström.
Axel Wikström (né le 29 septembre 1907 à Skellefteå et mort le 16 juin 1976 dans la même ville) est un fondeur suédois.

## Palmarès
- Jeux olympiques
  - Jeux olympiques d'hiver de 1932 à Lake Placid 
    -  Médaille d'argent sur 18 km.

  - Jeux olympiques d'hiver de 1936 à Garmisch-Partenkirchen 
    -  Médaille d'argent sur 50 km.